# Сен-Ком-д’Ольт
Сен-Ком-д’Ольт (фр. Saint-Côme-d'Olt, окс. Sant Cosme) — коммуна во Франции, находится в регионе Окситания. Департамент — Аверон. Входит в состав кантона Эспальон. Округ коммуны — Родез.
Код INSEE коммуны — 12216.
Коммуна расположена приблизительно в 490 км к югу от Парижа, в 150 км северо-восточнее Тулузы, в 27 км к северо-востоку от Родеза.

## Население
Население коммуны на 2008 год составляло 1387 человек.
| 1962 | 1968 | 1975 | 1982 | 1990 | 1999 | 2008 |
| ---- | ---- | ---- | ---- | ---- | ---- | ---- |
| 949  | 1003 | 1103 | 1207 | 1198 | 1257 | 1387 |

## Администрация
| Период | Период | Фамилия          | Партия                    | Примечания |
| ------ | ------ | ---------------- | ------------------------- | ---------- |
| 2001   | 2008   | Луи Морван       | Социалистическая партия   |            |
| 2008   |        | Натали Оги-Перье | Союз за народное движение |            |

## Экономика
В 2007 году среди 814 человек в трудоспособном возрасте (15—64 лет) 578 были экономически активными, 236 — неактивными (показатель активности — 71,0 %, в 1999 году было 71,1 %). Из 578 активных работали 547 человек (307 мужчин и 240 женщин), безработных было 31 (10 мужчин и 21 женщина). Среди 236 неактивных 74 человека были учениками или студентами, 91 — пенсионерами, 71 были неактивными по другим причинам.

## Достопримечательности
- Бывший замок семьи Кастельно (XIV век), в настоящее время мэрия. Памятник истории с 1999 года[3]
- Церковь Сен-Пьер[фр.] (XI—XII века). Памятник истории с 1991 года[4]
- Портал церкви Левиньяк (XII век). Памятник истории с 1991 года[5]
- Церковь Сен-Ком[фр.] (XV—XVI века). Памятник истории с 1927 года[6]

## Фотогалерея
- Сен-Ком-д’Ольт
- Сен-Ком-д’Ольт
- Церковь Сен-Ком
- Карта коммуны